# Ŭ
Ŭ, en minúscules ŭ, (U amb breu) és la vint-i-sisena lletra de l'alfabet en esperanto, que correspon a l'aproximant labiovelar sonora [w] en l'Alfabet Fonètic Internacional.
Ŭ és també una lletra de l'idioma belarús quan s'escriu usant l'alfabet llatí, o alfabet łacinka.
En esperanto Ŭ es troba quasi exclusivament en els diftongs aŭ i eŭ, sent molt poques les paraules en les que es troba al principi de síl·laba, com ara ŭo, el nom de la lletra.